# Gorilla Monsoon
Robert James "Gino" Marella (Nova Iorque, 4 de junho de 1937 — Nova Jérsei, 6 de outubro de 1999), mais conhecido pelo seu ring name Gorilla Monsoon, foi um lutador de wrestling profissional estadunidense, comentarista, anunciador de ringue e booker. Ele ficou famoso por ser um apresentador de ringue muito pesado na World Wrestling Federation, além de ser Presidente, de 1995 até 1997.

## Carreira
Após passar por pequenas promoções de wrestling, Marella chegou a World Wide Wrestling Federation (WWWF) em 1963, onde foi conhecido como Gorilla Monsoon. Ele se tornou heel devido a feud com o babyface e campeão, Bruno Sammartino.
Se aliou a The Sheik contra Sammartino e André the Giant, terminada em 1977, com a vitória de Giant e Sammartino.
Em 16 de Junho de 1980, foi nomeado por Hulk Hogan como o booker da WWWF, posição em que ficou até início dos anos 80, sendo substituído pelo atual chefe Vince McMahon.
Assim, anunciou a sua retirada do wrestling, mas continuou como anunciador de ringue, ao lado de Jesse Ventura. A dupla Monsoon/Ventura participou de seis Wrestlemanias.
A partir de 1992, virou comentarista principal, destacando-se na WrestleMania IX, onde ficou até Setembro de 1997, sendo substituído por Sgt. Slaughter.

## No wrestling
- Ataques
  - Airplane spin
  - Manchurian Splash
  - Backbreaker rack
  - Giant swing
  - Gorilla press slam
  - Nerve hold

## Títulos e prêmios
- International Wrestling Alliance
  - IWA World Heavyweight Championship (1 vez)

- World Wrestling Association (Los Angeles)
  - WWA World Tag Team Championship (2 vezes) - com Luke Graham (1) e El Mongol (1)

- World Wrestling Council
  - WWC North American Heavyweight Championship (2 vezes)

- World Wide Wrestling Federation / World Wrestling Federation
  - Corredor da Fama da WWF (Classe de 1994)
  - WWWF United States Tag Team Championship (2 vezes) - com Killer Kowalski (1) e Bill Watts (1)

- Wrestling Observer Newsletter awards
  - Melhor Anunciador de Televisão (1985, 1991-1995)

## Morte
Marella morreu em 6 de Outubro de 1999 de uma parada cardio-respiratória, em consequência de diabetes, na sua casa, em Willingboro, Nova Jérsei.
Em abril de 2007, o lutador Anthony Carelli estreou na WWE como Santino Marella, em, um tributo para Marella.

## Vida pessoal
Marella foi casado com sua mulher, Maurren, durante 40 anos, e deixou dois filhos (Joey e Victor) e duas filhas (Sharon e Valerie).
Ele foi introduzido no WWF Hall of Fame em 9 de Junho de 1994.